# Formhärten
Formhärten ist ein Verfahren der Warmumformung von Blechen, das vor allem für den Automobilbau verwendet wird. Dieses Verfahren wird gewöhnlich als Presshärten bezeichnet. Dabei wird ein Blech aus borlegierten Stahl, z. B. 22MnB5, auf eine Temperatur von über. 900 °C erwärmt und beim Pressen im wassergekühlten Werkzeug abgekühlt. Dadurch entsteht ein martensitisches Gefüge mit hoher Festigkeit.  Wenn das Blech mit einer Aluminium-Silizium Beschichtung versehen ist, dann kann das Bauteil sofort nach dem Pressen lackiert werden.  Sonst muss vorher der Zunder entfernt werden.  Der Begriff leitet sich aus der Verfahrensweise ab, bei dem in einem Warmformwerkzeug (der Form) das herzustellende Bauteil gehärtet wird.

## Ziel des Verfahrens
Insbesondere für den Leichtbau von Automobilen werden Werkstoffe benötigt, die fest sind und sich gleichzeitig gut umformen lassen, Eigenschaften die sich gewöhnlich ausschließen. Stahl bietet vielfältige Möglichkeiten diese Eigenschaften zu kombinieren,  Für das Presshärten wird  die Härtbarkeit ausgenutzt.  Durch Legieren mit Bor wird die zum Härten nötige Abkühlgeschwindigkeit verlangsamt und kann deshalb auch im wassergekühlten Gesenk erfolgen. Durch eine Al-Si Beschichtung kann das Verfahren auch für dünne Bleche kostengünstig erfolgen.

## Verfahren
Das dem Formhärten zugrundeliegende Verfahren ist dem der Kaltumformung von Blech recht ähnlich: Aus einem aus Stahl (in diesem Fall einer Bor-Mangan-Stahl-Legierung) bestehenden Endlosband (Coil) wird eine Tafel (Rechteckform) oder aber eine Platine geschnitten. Eine Platine kann im Grunde genommen jede geometrische Form annehmen und auch schon die zweidimensionale Grundform des fertigen Bauteils haben. Aus der Platine wird durch einen Umformprozess ein dreidimensionales Bauteil geformt.
Die danach folgenden Produktionsschritte hängen vom anzuwendenden Verfahren ab. Bei großen Ziehtiefen ist es zwingend erforderlich indirekt umzuformen. Die Vorgehensweise wird als indirekt bezeichnet, da die endgültige Bauteilform nicht direkt in nur einem Umformvorgang hergestellt wird, sondern in mindestens zweien. Analog zum indirekten Verfahren existiert das direkte Verfahren, bei dem die Formgebung in nur einem Zug hergestellt werden kann.
Der erste Umformvorgang des indirekten Verfahrens wird als Vorziehen bezeichnet. Beim Vorziehen wird das Blech in kaltem Zustand mit einem konventionellen Werkzeug vorgeformt, wodurch die Ziehtiefe im erwärmten Zustand reduziert und die Gefahr, dass das Material aufgrund einer zu großen Streckung reißt, ausgeschlossen wird.
Im Folgenden sind beide Herstellverfahren identisch. Die umzuformenden Platinen bzw. Grundteile werden in einem bis zu 60 m langen Durchlaufofen bei ca. 950 °C austenitisiert, wodurch sich die Gitterstruktur des Materials ändert. Die dann rot glühenden Bleche werden über einen Transfer (z. B. einem Roboter) in eine Presse, in die ein spezielles, wassergekühltes Werkzeug eingebaut ist, eingelegt. In der Regel werden für diese Aufgabe hydraulische Pressen eingesetzt; aktuell gibt es Überlegungen mechanische Pressen einzusetzen, die mit Servomotoren angetrieben werden. Während des Schließvorgangs der Presse wird das Material durch das Werkzeug umgeformt. Nach Erreichen des unteren Totpunktes beginnt die Haltezeit, in der das Blech abgeschreckt und die Wärme innerhalb weniger Sekunden entzogen wird. Die Haltezeit beträgt für gewöhnlich weniger als 20 Sekunden und ist unter anderem von den Faktoren  Bauteiloberfläche, Menge des Materials, Wärmeleitfähigkeit des Werkzeugstahls und der zu erzielenden Härte des Bauteils abhängig.
Nach Ablauf der Haltezeit wird das Bauteil mit einer Temperatur zwischen 150 und 250 °C entnommen. Durch die rasche Abkühlung bildet sich eine martensitische Gefügestruktur im Stahl aus, die für die hohen Härtewerte verantwortlich zeichnet. (Siehe hierzu auch Härten von Stahl, erster Absatz)
Das aus dem Werkzeug entnommene Bauteil entspricht beim Formhärten nicht der finalen Form, in der es verbaut wird. Aufgrund für die Produktion notwendiger Materialvorhaltungen ist ein abschließender Beschnitt notwendig.

## Werkzeuge
Der Aufbau eines Warmformwerkzeuges kann erheblich komplexer sein als der eines konventionellen. Dies liegt zum einen daran, dass in Stempel und Matrize Kühlkanäle eingearbeitet werden müssen, die das Kühlmedium möglichst nah an die Druckflächen transportiert, um einen optimalen Wärmeaustrag aus der Platine zu gewährleisten. Zum anderen muss das Werkzeug die Arbeit mehrerer konventioneller Umformoperationen durchführen. Auf einer traditionellen Pressenstraße (dabei handelt es sich um die Zusammenfassung mehrerer Pressen in einer Anlage, die durch einen Transfer, der das Bauteil von Presse zu Presse transportiert, verbunden sind) wird ein Bauteil in mehreren Schritten, sogenannten Operationen, umgeformt. Dadurch wird vermieden, dass das Material in kritischen Bereichen übermäßig belastet wird und es zu einer Rissbildung kommen kann (vergleiche hierzu Tiefziehen). In den einzelnen Operationen wird an bestimmten Stellen Material vorgeholt und in der nächsten Werkzeugstufe in die endgültige Form gebracht.
Der Anspruch an das Warmformwerkzeug ist, diese Schritte, die in einer Pressenstraße auf bis zu 6 Operationen aufgeteilt sind, in nur einer Stufe abzudecken. Um dies zu ermöglichen, können in die Werkzeuge zusätzliche Operationen eingebaut werden, die über hydraulische Zylinder und andere Medien angesteuert werden können und während des Schließvorganges der Presse zum Beispiel Material vorholen, das beim Erreichen des unteren Totpunktes der Presse seine endgültige Form annimmt.
Aufgrund des oben beschriebenen Aufbaus sind in Warmformwerkzeugen nur bedingt Schneidelemente bzw. Messer integrierbar, weshalb die endgültige Bauteilform zumeist im Nachgang hergestellt werden muss. Die außergewöhnliche Härte des Stahls einhergehend mit einer Zugfestigkeit von mehr als 1.000 N/mm² erlaubt es in der Regel nicht mehr, die Bauteile mit herkömmlichen Schneidwerkzeugen aus dem Formhärtbauteil zu schneiden. Als probates, allerdings auch sehr teures und energieaufwändiges Verfahren hat sich die 3D-Laserbearbeitung, vornehmlich mit CO2-Lasern, zuletzt aber auch vermehrt mit Festkörperlaser, erwiesen. Dabei wird mittels eines Laserstrahls die endgültige Bauteilform aus dem warmumgeformten Blech herausgelöst. Eine bei einfachen Geometrien einsetzbare Alternative ist das Hartschneiden, bei dem dem Bauteil mittels Schneidwerkzeugen auf einer Pressenstraße seine finale Form gegeben wird.